# Bogaraš (Bačka Topola, Srbija)
Bogaraš (ćir.: Богараш, mađarski: Bogaras) naselje je u općini Bačka Topola, u Sjevernobačkom okrugu u Vojvodini.

## Stanovništvo
U naselju Bogaraš živi 94 stanovnika, od čega 73 punoljetna stanovnika s prosječnom starošću od 40,5 godina (41,4 kod muškaraca i 39,4 kod žena). U naselju ima 43 domaćinstva, a prosječan broj članova po domaćinstvu je 2,19.
Prema popisu iz 1991. godine u naselju je živio 151 stanovnik.
| Etnički sastav 2002. |            |        |
| Narod                | Stanovnika | %      |
| Mađari               | 90         | 95,74% |
| Srbi                 | 1          | 1,06%  |
| nepoznato            | 0          | 0,00%  |

| broj stanovnika | 65    | 152   | 149   | 139   | 185   | 151   | 94    |
|                 | 1948. | 1953. | 1961. | 1971. | 1981. | 1991. | 2001. |

## Vanjske poveznice
- Karte, položaj i vremenska prognoza
- Satelitska snimka naselja